# Nematus renei
Nematus renei är en stekelart som först beskrevs av Lindqvist 1957.  Nematus renei ingår i släktet Nematus, och familjen bladsteklar. Arten är reproducerande i Sverige.